# 岩井浩之
岩井 浩之（いわい ひろゆき、1969年 - ）は、日本の編集者。東京都出身。

## 来歴
中学時代に購入したパソコン「ソードm5」の同志を集めるため、ユーザーズクラブ「HARD CORE」を発足。BASICとZ80アセンブリ言語を独学し、アーケードゲームの模倣ゲームを量産。会員に無料配布していた。
愛読していたゲーム雑誌「コンプティーク」へ投稿していたセガSG-1000用『ピットフォールII』の攻略記事が担当編集の目に留まり、高校2年生（16歳）で攻略本書籍『セガ（秘）ハイテク集』のライターに抜擢された。
日本電子専門学校では情報処理学科へ進み、COBOLとC言語を学ぶ。在学中に時給アルバイトとして、「MSX・FAN」編集アシスタントになり、後に人事異動でファミリーコンピュータMagazine編集アシスタントとなる。
同校卒業後はゲーム雑誌のアルバイトを退職し、ソフトハウスへ就職。プログラマとしてPL/IとCOBOLで主に銀行系システムのプログラマをしていたが、1年半ほどで退職。古巣の徳間書店インターメディアへ戻り、PC Engine FANとメガドライブFAN、両誌の編集デスクを任された。しかし、週に1〜2度しか帰宅できないほどに多忙を極め、忙しさから逃れるために復帰後1年程度で離職した。
その後、徳間書店インターメディアの仲間数名と共にフリーランスで編集プロダクション「編集スタジオ岩井」を設立。『ファミ通』の新作ゲーム紹介記事を担当したほか、『テレビブロス』巻頭の特集記事、『ビッグコミックスペリオール』欄外の豆知識を連載。そのほか、『すっぴん』『投稿写真』といったアダルト雑誌に掲載するゲーム紹介記事などにも仕事の幅を広げる。しかし、仕事の受注量をコントロールできずにスケジュールが破綻。「自分の仕事量をマネジメントしてもらう」ため、かつてゲーメストムックにて『ストリートファイターII'』で全キャラのCPU攻略記事を執筆した縁があった新声社へ、編集者として就職。隔週刊「ゲーメスト」の編集者となる。
後に「ゲーメストEX」および「ニンテンドードリーム」の両誌では雑誌の編集長を務めた。
新声社倒産後、毎日コミュニケーションズへ転職するまでの期間にフリーランスとして『ファミ通Dreamcast』では掲載されている記事の約30％を一人で執筆していたほか、メディアワークスでもPlayStation用ゲームソフトの攻略本を編集・執筆。英知出版でもアニメ雑誌Hi-Geの副編集長をしていた。
2001年6月1日、安定した収入を求めてマイナビへ転職し、2021年3月末まで20年勤務した。2021年4月から法政大学経営学部経営学科へ編入。大学生として学び直ししながら「ゲームとガンダムとギャラのいい仕事だけ受ける」スタンスでフリーランスとしても活動。
2023年3月31日、多忙さを理由に法政大学を3年生のまま休学。

### ペンネーム
ゲーメストEX参加時に、上司から「ゲーメストは奥付に載せる名前はペンネームしか許さない」と言われ、専門学校時代にふざけて決めたペンネーム「MW岩井」を誌上で名乗り始める。「MW」とは「Muscle Woodpecker」の略。特に意味はないが、「可笑しいペンネームを考えたら、MWという字面が気に入った」とのこと。
●●＋本名というペンネームは、中学時代に熱中していたプロレスラーのリングネームに倣った。
競合出版社だったメディアワークスの略称も「MW」であるため、同社の関係者と誤解されたこともある。『モンスターハンター』好きのため「MH岩井」と間違えられることも多かった。

## 代表作

### 雑誌

#### 編集・執筆
- MSX・FAN（1987）徳間書店[5]
- ファミリーコンピュータMagazine（1987-1988）徳間書店 ※ウソ技担当[6][7][8]
- PC Engine FAN（1990-1991）徳間書店
- メガドライブFAN（1990-1991）徳間書店
- 日刊流通ジャーナル（1993-1994）流通ジャーナル[9]
- 月刊流通ジャーナル（1993-1994）流通ジャーナル[10]
- 日刊ドラッグストア速報（1993-1994）流通ジャーナル[11]
- ゲーメスト（1994-1995）新声社
- ゲーメストEX（1995-1997）新声社
- ゲームナビ（1997）新声社
- X-MARKET（1997）新声社
- Hi-Ge（1999）英知出版
- Agostoデザイングラフィックス（2000-2001）アゴスト[12]
- Web Designing（2001-2007）毎日コミュニケーションズ
- ニンテンドードリーム（2007-2010）毎日コミュニケーションズ

#### 執筆
- ハイスコア（1987-1988）ハイスコア・メディアワークス
- ポプコム（1988）小学館
- ファミ通（1991-1993）アスキー
- テレビブロス（1991-1993）東京ニュース通信社
- BugBug（1991-1993）サン出版
- 投稿写真（1991-1993）サン出版
- すっぴん（英知出版、1999年）
- ファミ通Dreamcast（アスキー、1999年）
- コミッカーズ（2000-2007）美術出版社
- ファミ通Xbox（2002-2003）エンターブレイン
- ザ・プレイステーション（ソフトバンクパブリッシング、2004年）
- BRUTUS（マガジンハウス、2023年）ASIN　B0CLNSWW9X[13]
- CGWORLD（ボーンデジタル、2024年）ASIN　B0D69M5G8H[14]

### 書籍

#### 執筆
- セガ（秘）ハイテク集（弓立社、1986年）ISBN 978-4882396024　※テディーボーイブルースほか担当
- セガ（秘）ハイテク集 Vol.2（弓立社、1986年）ISBN 978-4882396024　※『ファンタジーゾーン』ほか担当
- スーパーファミコン必勝法スペシャル ゼルダの伝説 神々のトライフォース（勁文社、1991年）ISBN 978-4766907421
- スーパーファミコン必勝法スペシャル スーパーワギャンランド（勁文社、1991年）
- ゲームボーイ必勝法スペシャル メトロイドII（勁文社、1992年）ISBN 978-4575152128
- 必殺荒ワザ増刊 最新格闘ゲーム（月刊ゲーメスト7月号 増刊）（1992）新声社 ※『ストII'』CPU戦・全キャラ
- ゼロディバイド2―Perfect command guide（新声社、1997年）ISBN　978-4881993651　※共著
- 私立ジャスティス学園格闘参考書（新声社、1998年）ISBN 978-4881995167
- アドヴァンストV.G.2 グラフィカルマニュアル―For PlayStation（新声社、1998年）ISBN 978-4881995440
- レーシングゲームズ（新声社、1998年）ISBN　978-4881995198　※共著
- フィッシングゲームズ（新声社、1998年）ISBN　978-4881994955 ※共著
- ハイスクール・オブ・ブリッツ 公式攻略ガイド（メディアワークス、1999年）ISBN　978-4840213073
- カウントダウンヴァンパイヤーズ サバイバルガイド（アスキー、2000年）ISBN　978-4757206533
- 超重機アスタコNEO（マイナビ、2013年）ISBN　978-4839947224[15]
- CG+DESIGNING（マイナビ出版、2024年）ISBN　978-4839986025[16]

#### 編集
- ゲーメストムック 真サムライスピリッツ（1994）新声社
- ゲーメストムック バーチャファイター2 act.1―完全保存版（新声社、1995年）ISBN　978-4881992388
- デジタルコミッカーズフォービギナーズ（2000）美術出版社
- デジタルコミッカーズフォービギナーズ〈2〉Painter編（2000）美術出版社
- デジタルコミッカーズフォービギナーズ〈3〉Photoshop編（2001）美術出版社
- デジタルコミッカーズフォービギナーズ〈4〉DTP入門編（2001）美術出版社
- マリオカートWii（毎日コミュニケーションズ、2008年）ISBN　978-4839928902
- 大乱闘スマッシュブラザーズX（毎日コミュニケーションズ、2008年）ISBN　978-4839928506
- タンブラーランチ はじめてセット＆ヘルシーメニュー（マイナビ、2012年）ISBN　978-4839944551[17]
- 秋葉原・中野ブロードウェイ・池袋乙女ロード 東京3大聖地攻略ガイド2014（マイナビ、2014年）ISBN　978-4839952693[18]
- 円谷プロ作品超兵器大研究（マイナビ、2014年）ISBN　978-4839950293
- 海上自衛隊・5大基地＆所属艦船パーフェクトガイド（マイナビ、2015年）ISBN　978-4839950217
- 声優になりたい！夢を叶えるトレーニングBOOK（マイナビ、2015年）ISBN　978-4839954482
- 万国菓子舗　お気に召すまま　～満ちていく月と丸い丸いバウムクーヘン～（マイナビ出版、2018年）ISBN　978-4839967208
- 万国菓子舗　お気に召すまま　～秘めた真珠と闇を照らす光の砂糖菓子～（マイナビ出版、2018年）ISBN　978-4839967215
- 地形と立地から読み解く「戦国の城」（マイナビ出版、2018年）ISBN　978-4839959784
- 日本の島　産業・戦争遺産（マイナビ出版、2018年）ISBN　978-4839961183
- 運動・からだ図解 免疫学の基本（マイナビ出版、2018年）ISBN　978-4839965532
- おしゃれでかわいい年賀状2019（マイナビ出版、2018年）ISBN　978-4839967178
- 素材の旨味を引き出す　塩とこしょうのシンプルレシピ（マイナビ出版、2019年）ISBN　978-4839969851
- フィギュアスケート観戦ガイド〜テレビ観戦で気になったところがすべてわかる（マイナビ出版、2019年）ISBN　978-4839970390
- リバウンドしない「やせる食べかた」（マイナビ出版、2019年）ISBN　978-4839969875
- 保護者に求められる就活支援（マイナビ出版、2019年）ISBN　978-4839969745
- スーパーの食材で作るアジア7カ国の本格カレー（マイナビ出版、2020年）ISBN　978-4839969868
- 勝てるアスリートの身体を作る栄養学と食事術（マイナビ出版、2020年）ISBN　978-4839971892
- あなたに効く15秒ストレッチ（マイナビ出版、2020年）ISBN　978-4839971878
- ファン文庫Tears「書店であった泣ける話」（マイナビ出版、2020年）ISBN　978-4839973315
- ファン文庫Tears「電車であった泣ける話」（2020）マイナビ出版
- ファン文庫Tears「交差点であった泣ける話」（2020）マイナビ出版
- ぼうずコンニャクの全国47都道府県うますぎゴーゴー！（2020）マイナビ出版
- ファン文庫Tears「旅先であった泣ける話」（2020）マイナビ出版
- ファン文庫Tears「コンビニであった泣ける話」（2020）マイナビ出版
- ファン文庫Tears「カフェであった泣ける話」（2020）マイナビ出版
- 運動からだ図解 消化器の基本（2020）マイナビ出版
- 運動からだ図解 腎と泌尿器の基本（2021）マイナビ出版
- マイナビ2023　オフィシャル就活BOOK　内定獲得のメソッド　Web面接　オンライン面接の必勝法（2021）マイナビ出版
- 1冊でわかる3x3バスケ入門　ルールから戦術、練習法まで（マイナビ出版、2021年）ISBN　978-4839974787
- サッカーシステム大全（マイナビ出版、2021年）ISBN　978-4839975401[19]
- 機動戦士ガンダム　宇宙世紀vs.現代科学（マイナビ出版、2022年）ISBN　978-4839975043[20]
- 岡田斗司夫ゼミのサイコパス人生相談（インプレス、2022年）ISBN　978-4295013990[21]
- ボーダーブレイク最終設定資料集（SBクリエイティブ、2024年）ISBN　978-4815623777[22]
- 加那えたい、ゆめ 市ノ瀬加那ファーストBOOK（ホビージャパン、2024年）ISBN　978-4798634791[23]
- 餓狼伝説 City of the Wolves 公式設定資料＋アートワーク集（KADOKAWA、2025年）ISBN　978-4046074270[24]

#### 寄稿
- 59番目のプロポーズ（2005） ※欄外の『ガンダム』用語解説部分[25]
- 機動戦士ガンダム 連邦vs.ジオンDXコンプリートガイド（2002）エンターブレイン
- 広技苑（2007-2011）毎日コミュニケーションズ
- マリオカート7完全攻略本（2011）毎日コミュニケーションズ
- Web版BEEPのゲームを10倍楽しむコラム（2018）[26]
- モンスターハンターX ハンターノート（2015）徳間書店
- セガハードヒストリア ――『BEEP!メガドライブ』『セガサターンマガジン』『ドリームキャストマガジン』責任編集（2021）ソフトバンクパブリッシング
- BEEP! メガドライブFAN2　～2誌合体!　メガドライブミニ2総力特集号～（2022）徳間書店[27]

#### 鼎談
- PLANETS SPECIAL 2011 夏休みの終わりに（PLANETS） ※金田一蓮十郎と「イナイレ」を語る会（2011）[28]

### 電子書籍

#### 編集
- 実録！わたしの“節約”ヨーロッパ写真旅行記（2012）[29]
- 実録！わたしの“節約”イギリス写真旅行記〜スコットランド、ヨーク、エディンバラ（2013）[30]
- 時代を彩った名機たち: 〜1980年代・国産パソコン戦国時代を振り返る（2013）[31]
- 死にさえしなけりゃ大丈夫（滝口ミラ・著）（2013）[32]
- トコノクボ（2014）
- Negipecia Live -9girls-（2014）
- 劇団ハーベスト 二○一四年 冬の特別公演が出来るまで（2015）[33]
- 木村鉄道株式会社　～鉄ヲタだって人間だぁ！　社員編～（木村裕子・著）（2015）[34]
- 秋葉原名所攻略ガイド2016→2017（2016）[35]
- コミケPlus Vol.1～14（2015-2020）

### ゲーム

#### 企画
- 速攻生徒会（1998）

#### シナリオ
- マイト アンド マジック 〜デイ・オブ・ザ・デストロイヤー〜（2000） ※翻訳
- V.G.（仮）（2000）※未発売

#### マニュアル製作
- 俺の料理（1999））[36]

### その他

#### パンフレット製作
- NTTドコモ リモートメール（1999）
- 任天堂 Wiiソフトカタログ（2008）

#### 漫画原作
- ろけが！-ROCKET & GIRLS STORY- 1（2014）[37]

#### イベント責任者
- マイコミ スマートフォンアワード（2011）[38]
- 超重機アスタコNight（2013）[39]

#### 映像番組の企画
- ゲームプレゼンテーションバラエティ『ASOBI-BA!!!』（2018）[40]
- ゲームバラエティ番組『YATTE-MIKKA!』（2019）[41]
- ゲームトーク番組『PLAY! PLAY! PLAY!』#1（2021）[42]
- ゲームトーク番組『PLAY! PLAY! PLAY!』#2（2021）[43]
- ゲームトーク番組『PLAY! PLAY! PLAY!』#3（2022）[44]

#### 音声ディレクション
- ファン文庫Tears朗読ブック『電車であった泣ける話』（朗読・神谷浩史）（2020）[45]
- ファン文庫Tears朗読ブック『京都であった泣ける話』（朗読・梅原裕一郎）（2021）[46]
- ファン文庫Tears朗読ブック『美容室であった泣ける話』（朗読・山下大輝）（2021）[47]
- ファン文庫Tears朗読ブック『動物園であった泣ける話』（朗読・江口拓也）（2021）[48]
- ファン文庫Tears朗読ブック『猫の泣ける話』（朗読・梅原裕一郎）（2021）[49]
- ファン文庫Tears朗読ブック『アイドルの泣ける話』（朗読・大関英里）（2021）[50]

#### イベント参加
- デジタルゲーム関連本ビブリオバトル！[51]

#### ラジオ番組出演
- エフエムさがみ「SUGAR HOUSE」（2023年3月7日、14日、21日）[52]